# Eupithecia pseudexheres
Eupithecia pseudexheres är en fjärilsart som beskrevs av Claude Herbulot 1972. Eupithecia pseudexheres ingår i släktet Eupithecia och familjen mätare. Inga underarter finns listade i Catalogue of Life.